# Santiago de la Riva i Ruiz
Santiago de la Riva i Ruiz   (Barcelona, 17 de novembre de 1883 - Madrid, 14 de desembre de 1955) fou un dirigent esportiu català de començament de segle xx.
Va ser president del RCD Espanyol en tres etapes diferents (1912-13, 1924-25 i 1930-31). Era membre d'una llarga família lligada a l'espanyolisme. Els seus germans Genaro de la Riva i Victorià de la Riva, també van ser presidents.
Durant el seu primer mandat, gràcies al seu vicepresident Josep Ciudad, el club va obtenir el títol de "Reial", concedit pel rei Alfons XIII. En el seu segon mandat s'inaugurà la tribuna de l'Estadi de Sarrià.